# Even in Death
Even in Death è una canzone della rock band Evanescence, settima traccia dall'album Origin. Questa è, insieme ad Understanding, l'unica canzone pre-Fallen ad essere stata eseguita live dalla band, dopo la pubblicazione di Fallen.

## Descrizione
Even in Death è stata scritta da Amy Lee, Ben Moody e David Hodges. La canzone è stata registrata e mixata ai Sound Asleep Studios nel 2000. Amy Lee rivelò che questa canzone tratta di un amore così intenso per qualcuno da condurre a dissotterrare la propria anima gemella per averla a fianco a sé anche dopo la morte.
(Ben Moody, Metal Edge Magazine)
L'intero testo non è altro che una metafora, il quale significato viene esplicitato alla fine della canzone tramite una citazione del film Il corvo - The Crow (1994):
(Sarah -interpretata da Rochelle Davis- ne "Il corvo")

### Composizione
L'introduzione della canzone riutilizza il motivo iniziale di "Ratfinks, Suicide Tanks and Cannibal Girls" dei White Zombie, traccia contenuta della colonna sonora del film Beavis and Butt-Head Do America. Il simple è stato leggermente modificato nella tonalità. Questo è quello che ha dichiarato Amy in un'intervista con Metal Edge Magazine, riguardo alla composizione del brano:
(Amy Lee, Metal Edge magazine)

## Esecuzioni dal vivo
Si conosce poco delle esibizioni degli Evanescence risalenti a prima del 2003, ossia prima della pubblicazione di Fallen, l'album che gli ha portati al successo. Nessuna delle canzoni pre-Fallen è mai stata eseguita dal vivo dopo il 2003 ad eccezione di "Understanding" e, per l'appunto, "Even In Death".
(Amy Lee - "Intervista ad Amy Lee" Evanescenceville)
Esistono varie versioni live della canzone. Una eseguita diverse volte durante il tour del 2003, molto fedele all'originale, e un'altra versione totalmente acustica con voce e chitarra. Nel 2016 la traccia è stata suonata e cantata al piano dal Amy, come introduzione a Erase This.

## Formazione
Crediti tratti dal libretto di Origin.
Gruppo
- Amy Lee – voce
- Ben Moody – chitarre elettriche e acustiche, basso, batteria
- David Hodges – pianoforte, tastiere, seconda voce

Altri
- Amy Lee – songwriting
- Ben Moody – songwriting, ingegneria del suono
- David Hodges – songwriting, programmazione
- Brad Caviness – produzione esecutiva
- Ardent Studios – mastering